# Keude Krueng Sabee
Keude Krueng Sabee is een bestuurslaag in het regentschap Aceh Jaya van de provincie Atjeh, Indonesië. Keude Krueng Sabee telt 880 inwoners (volkstelling 2010).